# Saint-Laurent-de-Chamousset
Pour les articles homonymes, voir Saint-Laurent.
 (juin 2022).
Si vous disposez d'ouvrages ou d'articles de référence ou si vous connaissez des sites web de qualité traitant du thème abordé ici, merci de compléter l'article en donnant les références utiles à sa vérifiabilité et en les liant à la section « Notes et références ».

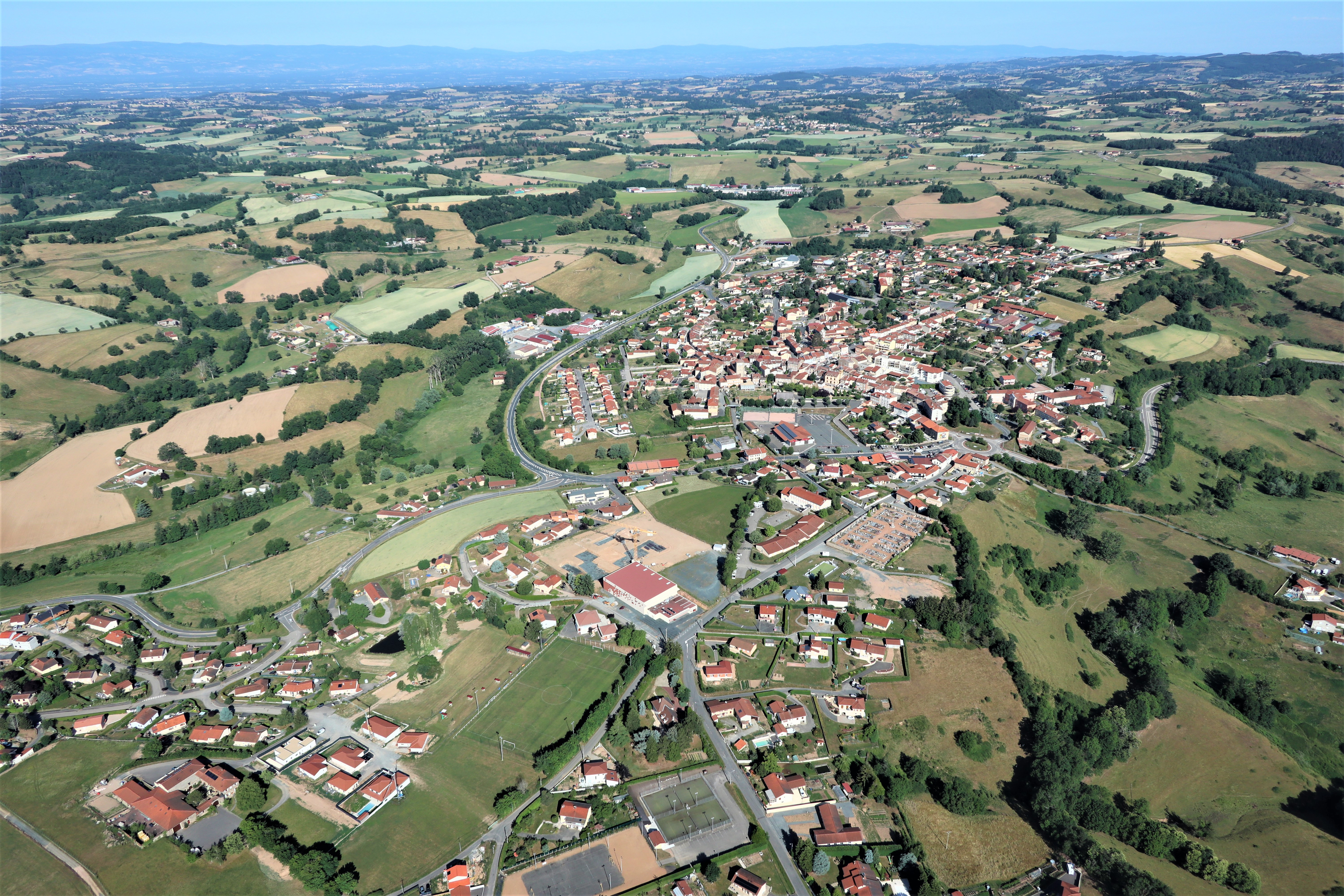
Saint Laurent de Chamousset vu du ciel

Saint-Laurent-de-Chamousset est une commune française, située dans le département du Rhône en région Auvergne-Rhône-Alpes.

## Géographie
À la limite occidentale du département du Rhône et au nord d’une ligne Lyon — Saint-Étienne, à 50 km environ de ces deux villes, la commune est située plus précisément au centre d’un triangle Tarare, au nord, L'Arbresle, à l’est, et Feurs, dans la Loire, à l’ouest.
Saint-Laurent-de-Chamousset se situe dans les Monts du Lyonnais - massif de basse montagne culminant à 946 m sur les contreforts orientaux du Massif central - sur un plateau surplombant la vallée de la Brévenne.

### Voies de communication et transports
La commune est desservie par la ligne 142 des cars du Rhône.

### Climat
Pour des articles plus généraux, voir Climat d'Auvergne-Rhône-Alpes et Climat du Rhône.
En 2010, le climat de la commune est de type climat des marges montargnardes, selon une étude du Centre national de la recherche scientifique s'appuyant sur une série de données couvrant la période 1971-2000. En 2020, Météo-France publie une typologie des climats de la France métropolitaine dans laquelle la commune est exposée à un climat de montagne ou de marges de montagne et est dans la région climatique  Nord-est du Massif Central, caractérisée par une pluviométrie annuelle de 800 à 1 200 mm, bien répartie dans l’année. 
Pour la période 1971-2000, la température annuelle moyenne est de 10 °C, avec une amplitude thermique annuelle de 16,5 °C. Le cumul annuel moyen de précipitations est de 846 mm, avec 9,6 jours de précipitations en janvier et 7,3 jours en juillet. Pour la période 1991-2020, la température moyenne annuelle observée sur la station météorologique de Météo-France la plus proche, « Chazelles-Lyon », sur la commune de Chazelles-sur-Lyon à 12 km à vol d'oiseau, est de 10,6 °C et le cumul annuel moyen de précipitations est de 764,0 mm,. Pour l'avenir, les paramètres climatiques de la commune estimés pour 2050 selon différents scénarios d'émission de gaz à effet de serre sont consultables sur un site dédié publié par Météo-France en novembre 2022.

## Urbanisme

### Typologie
Au 1er janvier 2024, Saint-Laurent-de-Chamousset est catégorisée bourg rural, selon la nouvelle grille communale de densité à sept niveaux définie par l'Insee en 2022.
Elle est située hors unité urbaine. Par ailleurs la commune fait partie de l'aire d'attraction de Lyon, dont elle est une commune de la couronne,. Cette aire, qui regroupe 397 communes, est catégorisée dans les aires de 700 000 habitants ou plus (hors Paris),.

### Occupation des sols
L'occupation des sols de la commune, telle qu'elle ressort de la base de données européenne d’occupation biophysique des sols Corine Land Cover (CLC), est marquée par l'importance des territoires agricoles (85,1 % en 2018), en diminution par rapport à 1990 (86,8 %). La répartition détaillée en 2018 est la suivante : 
zones agricoles hétérogènes (47,4 %), prairies (37,5 %), forêts (7,9 %), zones urbanisées (5,1 %), mines, décharges et chantiers (1,9 %), terres arables (0,2 %). L'évolution de l’occupation des sols de la commune et de ses infrastructures peut être observée sur les différentes représentations cartographiques du territoire : la carte de Cassini (XVIIIe siècle), la carte d'état-major (1820-1866) et les cartes ou photos aériennes de l'IGN pour la période actuelle (1950 à aujourd'hui).

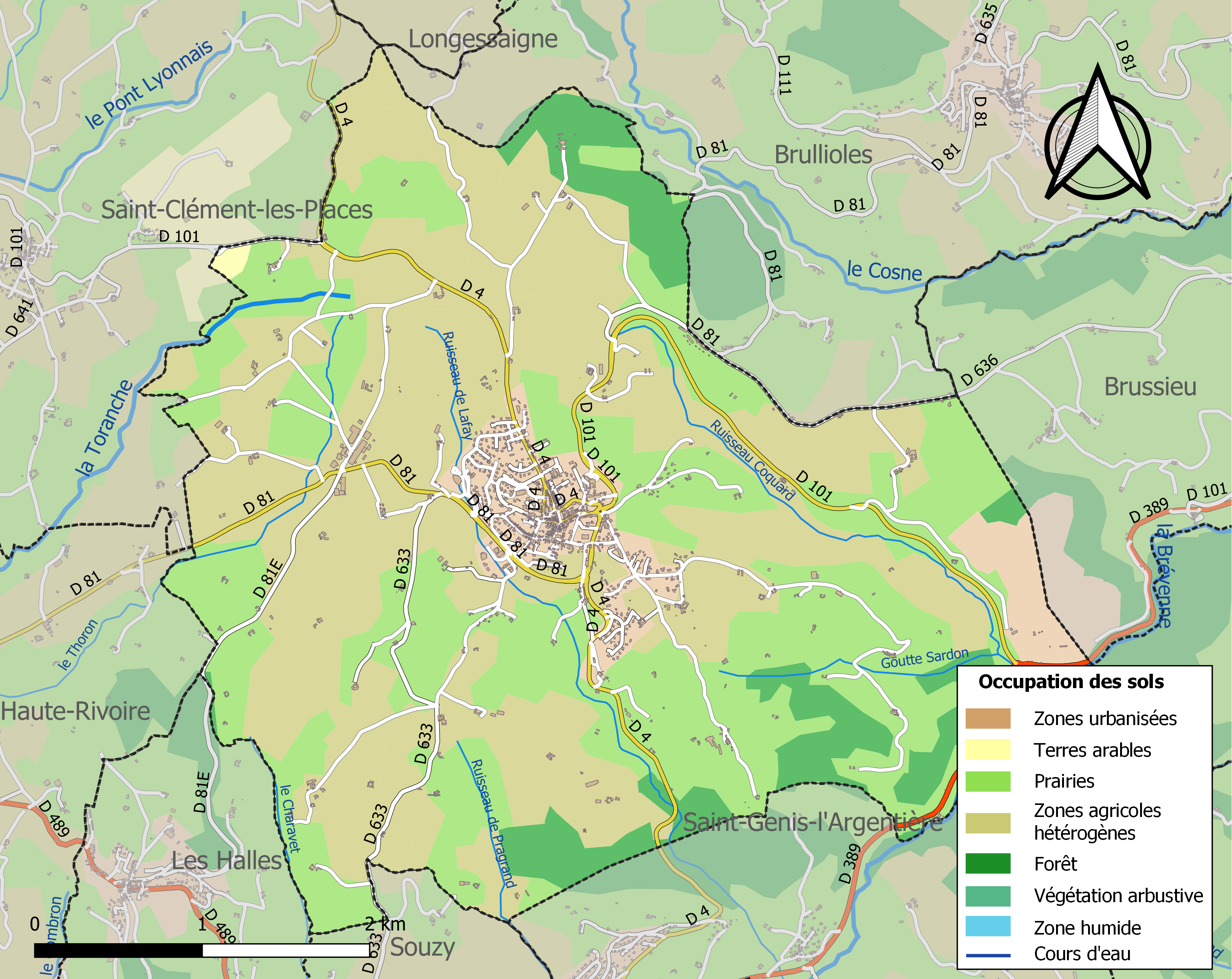
Carte des infrastructures et de l'occupation des sols de la commune en 2018 (CLC).

## Histoire

### Préhistoire
On ne sait pas à quelle époque les hommes préhistoriques sont venus s’installer dans la région, qui dominait alors deux vallées marécageuses et insalubres : celle de la Saône et du Rhône d’une part, celle du Forez d’autre part.
Couvert de forêts, le territoire de la commune a été occupé et défriché par les Ségusiaves puis par les Romains qui ont tracé une voie conduisant de Lyon à Feurs et établi un vaste camp militaire au lieudit la Bourdelière ; les labours ont exhumé quantité de monnaies, de débris de tuiles, des vases, des amphores, des urnes…

### Moyen Âge
Plus tard vers l’an 800, à Chamousset (cham signifie croupe rocheuse), les comtes du Forez, qui venaient chasser en ces lieux, établirent une résidence fortifiée. Leurs serviteurs, des défricheurs et des artisans, s’installèrent sur le plateau situé au sud, à 2 km de distance.
Pour les protéger des bandes d’aventuriers et de pillards qui empruntaient la voie romaine, les comtes du Forez firent construire une maison forte (appelée le château) aux murs épais à côté d’une église dédiée vers 1030 à Saint-Laurent. Le village était fondé, il s’appelait primitivement Ivinellis.
Une série d'actes de la fin du XIe siècle et du XIIe siècle semble indiquer que Chamousset appartenait à la maison de Lavieu, proche de la première maison de comtes de Lyon et de Forez.
En 1167, Guy II de Forez, alors en conflit avec l'archevêque de Lyon, remet à Louis VII le château de Chamousset, peut-être au détriment de Brian de Lavieu qui apparaît comme ayant mené la guerre contre le comte.
En 1173, le comte de Forez cède à l'Église de Lyon ses possessions de Chamousset dans le cadre de la permutation.
Après les troubles causés par les Grandes Compagnies en 1360 et les guerres de religion, le calme revint peu à peu. Grâce à la création d’un marché hebdomadaire dès 1497 et à la construction d’une halle aux grains et au sel vers 1530, l’agriculture, le commerce et l’artisanat ont pu prospérer.

### Développement des activités économiques
Sous la Terreur révolutionnaire, Saint-Laurent-de-Chamousset devient chef-lieu de canton et doit changer provisoirement de nom pour celui de Chalier-la-Montagne, de nivôse an II (janvier 1794) à début vendémiaire an III (septembre 1794) puis celui de Laurent-de-Chamousset jusqu'au mois de messidor an IV (juin-juillet 1796).
Un établissement fondé en 1877 fabrique avec le lait amené chaque jour par les paysans (5 000 l environ) un fromage de type « Gex » de grande renommée. Il obtient 36 récompenses et même une médaille d’or à l’Exposition universelle de Paris de 1889.
Le tissage de la soie tient aussi une grande place à cette époque, le recensement de 1861 dénombre 54 ouvriers, 121 ouvrières, 4 négociants et 1 rouennier. Après la Première Guerre mondiale, ces activités commencent à péricliter et se soldent par l’exode rural.

### Histoire administrative

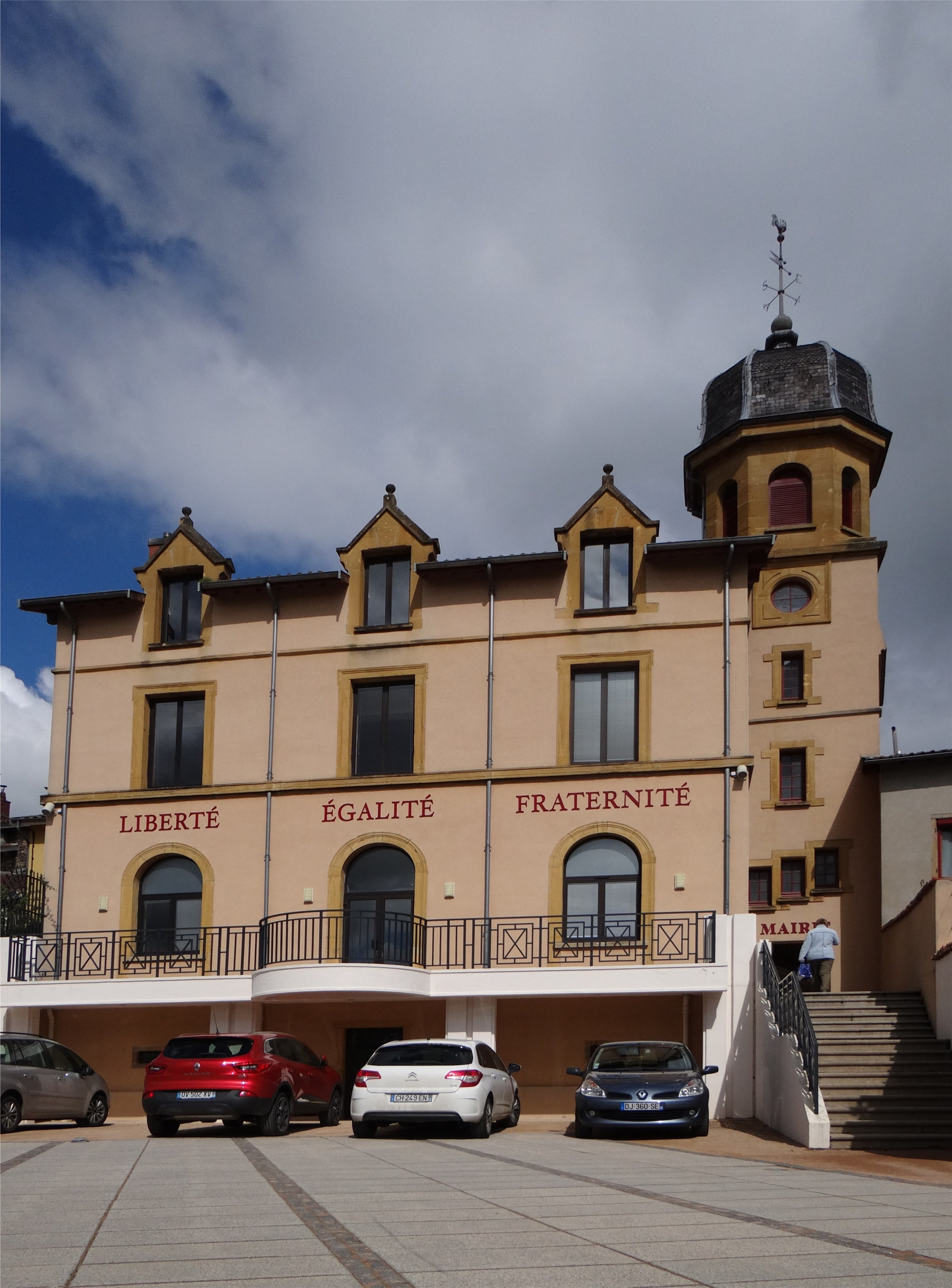
La mairie.

Jusqu'en 1790, le village de Saint-Laurent-de-Chamousset faisait partie du gouvernement de Lyon. De 1790 à 1793, la commune appartenait au département de Rhône-et-Loire. Depuis 1793, Saint-Laurent-de-Chamousset est une commune du département du Rhône.

## Héraldique
| Blason de Saint-Laurent-de-Chamousset | Blason  | D'azur aux lettres S, L et C capitales d'argent liées par une corde d'or, au chef du même chargé d'un lion issant de gueules. |
| Blason de Saint-Laurent-de-Chamousset | Détails | Même si le blason employé par la commune arbore une lettre L plus large que les deux autres, ceci n'est repris dans aucun blasonnement. Un blason dont les trois lettres auraient des dimensions identiques, serait donc théoriquement correct. Le statut officiel du blason reste à déterminer. |

## Politique et administration

### Administration locale
| Période                                  | Période  | Identité         | Étiquette | Qualité                                                                           |
| ---------------------------------------- | -------- | ---------------- | --------- | --------------------------------------------------------------------------------- |
| 1989                                     | 2014     | Lucien Vial      |           |                                                                                   |
| 2014                                     | En cours | Pierre Varliette | DVD       | 4e vice-président de la communauté de communes Chamousset en Lyonnais depuis 2014 |
| Les données manquantes sont à compléter. |          |                  |           |                                                                                   |

### Intercommunalité
La commune fait partie de la communauté de communes des Monts du Lyonnais, qui remplace la communauté de communes Chamousset en Lyonnais, dont elle abritait le siège.

## Population et société

### Démographie
L'évolution du nombre d'habitants est connue à travers les recensements de la population effectués dans la commune depuis 1793. Pour les communes de moins de 10 000 habitants, une enquête de recensement portant sur toute la population est réalisée tous les cinq ans, les populations de référence des années intermédiaires étant quant à elles estimées par interpolation ou extrapolation. Pour la commune, le premier recensement exhaustif entrant dans le cadre du nouveau dispositif a été réalisé en 2005.

En 2022, la commune comptait 1 950 habitants, en évolution de +5,01 % par rapport à 2016 (Rhône : +3,93 %, France hors Mayotte : +2,11 %).
| 1793  | 1800  | 1806  | 1821  | 1831  | 1836  | 1841  | 1846  | 1851  |
| ----- | ----- | ----- | ----- | ----- | ----- | ----- | ----- | ----- |
| 1 183 | 1 010 | 1 134 | 1 408 | 1 691 | 1 690 | 1 650 | 1 775 | 1 865 |

| 1856  | 1861  | 1866  | 1872  | 1876  | 1881  | 1886  | 1891  | 1896  |
| ----- | ----- | ----- | ----- | ----- | ----- | ----- | ----- | ----- |
| 1 818 | 1 799 | 1 763 | 1 807 | 1 757 | 1 784 | 1 757 | 1 668 | 1 642 |

| 1901  | 1906  | 1911  | 1921  | 1926  | 1931  | 1936  | 1946  | 1954  |
| ----- | ----- | ----- | ----- | ----- | ----- | ----- | ----- | ----- |
| 1 620 | 1 606 | 1 556 | 1 283 | 1 338 | 1 362 | 1 329 | 1 305 | 1 278 |

| 1962  | 1968  | 1975  | 1982  | 1990  | 1999  | 2006  | 2010  | 2015  |
| ----- | ----- | ----- | ----- | ----- | ----- | ----- | ----- | ----- |
| 1 319 | 1 313 | 1 356 | 1 406 | 1 558 | 1 703 | 1 839 | 1 868 | 1 887 |

| 2020  | 2022  | - | - | - | - | - | - | - |
| ----- | ----- | - | - | - | - | - | - | - |
| 1 798 | 1 950 | - | - | - | - | - | - | - |

### Sports

#### Équipements sportifs
Depuis 2003, la commune dispose du centre aquatique Escap'ad, composé d’une piscine couverte disposant d’un toboggan de 75 m, d'une rivière à bouées, d’un sauna et hammam, d'une salle de fitness. Un bowling de 6 pistes complète l’équipement sportif. Ce centre, construit et financé par la communauté de communes Chamousset en Lyonnais, a permis de développer l’attractivité du village.

## Économie
Cette commune d’un peu moins de 2 000 habitants est connue depuis très longtemps pour son traditionnel marché aux veaux qui se tient tous les lundis matin depuis la fin du XVe siècle sur la place du marché aux veaux. Les échanges s’y font encore par négociation verbale et une poignée de main suffit à la conclusion de vente.
La commune est connue aussi pour son dynamisme associatif : plus de 40 associations dans différents domaines.
Son activité économique se caractérise par la présence de plusieurs artisans, en particulier dans le domaine du bâtiment. Les commerçants et les professions libérales sont aussi bien représentés, pour la plupart autour de la place centrale du village.
L’environnement reste à dominante rurale malgré la proximité relative de Lyon (35 km), l’accroissement des nouvelles constructions se fait de manière maîtrisée et modérée.

## Culture et patrimoine

### Lieux et monuments
- Château de Chamousset :

L’édifice initial fut construit de 1125 à 1134, comme demeure seigneuriale des comtes du Forez, dans leur territoire de chasse. Il a été démoli par arrêté du parlement en 1283, puis reconstruit au XIVe siècle.
En 1533, François Ier, en chemin pour Marseille, où doit être célébré le mariage de son fils avec Catherine de Médicis, s'arrête à Chamousset. Deux grandes familles principales ont été les propriétaires du château au cours des siècles.
Une restauration très importante a eu lieu à la fin du XIXe siècle, sous la direction
de l'architecte Edmond Duthoit, disciple de Viollet-le-Duc.
Depuis 1993, l’ensemble du château est inscrit à l’inventaire supplémentaire des monuments historiques.
- Château de la Bourdelière :

Il est situé sur l’ancienne voie romaine. Elle devint ensuite voie royale et les diligences faisaient une halte à la Bourdelière. Montaigne dormit au château en novembre 1581 : il le raconte dans ses carnets de voyage.
- Chapelle de Saint-Bonnet :

La petite chapelle Saint-Bonnet, près de la Bourdelière, a été construite sur un ancien lieu de culte païen après le passage de la dépouille mortelle du saint que l’on transportait de l’Île Barbe à Clermont-Ferrand, sa ville natale. Dès le XIIIe siècle, en ce lieu situé près de la voie d’Aquitaine, se trouvait une maison de l'Hôpital de Saint-Jean-de-Jérusalem administrée par le même commandeur que celui de la commanderie de Chazelles-sur-Lyon. On y a rendu la justice jusqu’en 1793. Lieu de pèlerinage jusque vers 1950, on y amenait les jeunes enfants qui avaient des difficultés pour marcher.
- Porte de Brullioles XVIe siècle :

Située sur la propriété de Chamousset, au lieudit Tramoye, cette porte du XVIe siècle fut démontée de l’ancienne église du village de Brullioles à la fin du XIXe siècle, et remontée en pleine nature.
Elle a été inscrite dès 1926 à l’inventaire supplémentaire des monuments historiques.

### Personnalités liées à la commune
- Gabriel Matagrin (1919-2004), évêque de Grenoble, y est né.
- Jacques Vidal (1936-2025), militaire français, y est né
- René Trégouët (1940-), homme politique, sénateur du Rhône, conseiller général du Canton de Saint-Laurent-de-Chamousset de 1973 à 2004.